# Quintus Turranius Successus
Quintus Turranius Successus war ein antiker römischer Toreut (Metallbearbeiter), der zu einem nicht genau bestimmbaren Zeitraum während der hohen Kaiserzeit in Rom tätig war.
Quintus Turranius Successus ist nur noch aufgrund einer Grabinschrift bekannt, die in Salona, Dalmatien gefunden wurde. Die Grabinschrift gehörte zum Grab seines Freigelassenen Quintus Turranius Mercurius, in der auch Quintus Turranius Successus als freilassende Person genannt und als TO[RE]VTICESIS (?) AB UR[BE] bezeichnet wurde, also als Toreut in der Stadt. Im ersten Jahrhundert ist ein weiterer Toreut aus der Gens der Turranier, Quintus Turranius Suavis, in Aquileia belegt. Die (ergänzte) Inschrift lautet: